# Gil Hodges
Pour les articles homonymes, voir Hodges.
 (octobre 2024).
La mise en forme du texte ne suit pas les recommandations de Wikipédia : il faut le « wikifier ».
Les points d'amélioration suivants sont les cas les plus fréquents. Le détail des points à revoir est peut-être précisé sur la page de discussion.
- Les titres sont pré-formatés par le logiciel. Ils ne sont ni en capitales, ni en gras.
- Le texte ne doit pas être écrit en capitales (les noms de famille non plus), ni en gras, ni en italique, ni en « petit »…
- Le gras n'est utilisé que pour surligner le titre de l'article dans l'introduction, une seule fois.
- L'italique est rarement utilisé : mots en langue étrangère, titres d'œuvres, noms de bateaux, etc.
- Les citations ne sont pas en italique mais en corps de texte normal. Elles sont entourées par des guillemets français : « et ».
- Les listes à puces sont à éviter, des paragraphes rédigés étant largement préférés. Les tableaux sont à réserver à la présentation de données structurées (résultats, etc.).
- Les appels de note de bas de page (petits chiffres en exposant, introduits par l'outil «  Source ») sont à placer entre la fin de phrase et le point final[comme ça].
- Les liens internes (vers d'autres articles de Wikipédia) sont à choisir avec parcimonie. Créez des liens vers des articles approfondissant le sujet. Les termes génériques sans rapport avec le sujet sont à éviter, ainsi que les répétitions de liens vers un même terme.
- Les liens externes sont à placer uniquement dans une section « Liens externes », à la fin de l'article. Ces liens sont à choisir avec parcimonie suivant les règles définies. Si un lien sert de source à l'article, son insertion dans le texte est à faire par les notes de bas de page.
- La présentation des références doit suivre les conventions bibliographiques. Il est recommandé d'utiliser les modèles {{Ouvrage}}, {{Chapitre}}, {{Article}}, {{Lien web}} et/ou {{Bibliographie}}. Le mode d'édition visuel peut mettre en forme automatiquement les références.
- Insérer une infobox (cadre d'informations à droite) n'est pas obligatoire pour parachever la mise en page.

Pour une aide détaillée, merci de consulter Aide:Wikification.
Si vous pensez que ces points ont été résolus, vous pouvez retirer ce bandeau et améliorer la mise en forme d'un autre article.
Gilbert Raymond Hodges, né le 4 avril 1924 et mort le 2 avril 1972, est un joueur de premier but américain et manager des Ligues majeures de baseball (MLB) qui a joué la majeure partie de sa carrière de 18 ans pour les Dodgers de Brooklyn/Los Angeles. Huit fois choisi pour le Match des étoiles des ligues majeures de baseball, il a remporté six championnats de ligue et deux Séries mondiales avec les Dodgers  avant de mener les Mets de New York à leur premier titre de Série mondiale en 1969. Faisant partie des joueurs les plus aimés et admirés de l'histoire des ligues majeures, Hodges a été intronisé au Temple de la renommée du baseball en 2022, cinquante ans après sa mort.

## Biographie

### Enfance et débuts
Né à Princeton, Hodges était le fils d'un mineur de charbon. Il a grandi à Petersburg, dans l'Indiana, où il était un athlète de quatre sports au lycée, avant de fréquenter le Saint Joseph's College où il a joué au baseball et au basket-ball. Il a abandonné ses études pour signer avec les Dodgers de Brooklyn, faisant ses débuts à 19 ans avant de rejoindre le Corps des Marines des États-Unis pendant la Seconde Guerre mondiale, recevant la Bronze Star après avoir servi au combat comme artilleur antiaérien lors des batailles de Tinian et d'Okinawa dans le théâtre du Pacifique. Après avoir été libéré, Hodges est retourné dans l'organisation des Dodgers, faisant son retour dans les ligues majeures en 1947. Pendant son séjour dans les ligues mineures, il a joué avec le premier-but et future star du cinéma et de la télévision Chuck Connors.

### Carrière
Hodges est appelé à Brooklyn en 1947, la même année où Jackie Robinson a brisé la barrière de couleur du baseball. Il a joué comme receveur, rejoignant le noyau de l'équipe composé de Robinson, Pee Wee Reese et Carl Furillo. En 1948, avec l'émergence de Roy Campanella derrière le marbre et le déplacement de Robinson au deuxième but en 1948, le manager Leo Durocher a déplacé Hodges au premier but, et il a frappé .249 avec 11 circuits et 70 points produits au cours de sa saison recrue.
Par la suite, il a été largement considéré comme le meilleur joueur de premier but des ligues majeures dans les années 1950, étant devancé seulement par Duke Snider comme joueur à avoir eu plus de coups de circuit ou de points produits au cours de la décennie. En 1960, Hodges a battu le record de Ralph Kiner dans la Ligue nationale pour les frappeurs droitiers avec 351 circuits en carrière. Lors de sa dernière saison avec les Dodgers en 1961, il devient le leader de l'équipe en termes de points produits en carrière avec 1 254, dépassant Zack Wheat ; Snider le devance l'année suivante. De 1949 à 1955, il a produit 100 points ou plus dans sept campagnes consécutives.  
Le 31 août 1950, Hodges a été le deuxième joueur de l'ère moderne de la Ligue nationale a frapper quatre coups de circuit dans un même match.
Le 3 octobre 1951, Hodges a eu un rôle dans un circuit qui a marqué l'histoire du baseball. En défensive au premier-but contre les Giants de New York en fin de neuvième manche et son équipe menant 4-1, Hodges a curieusement retenu le coureur des Giants Dark au premier coussin, libérant ainsi un trou béant entre le premier et le deuxième. Le frappeur suivant Don Mueller a frappé un simple en plein à cet endroit et Dark s'est retrouvé au troisième but. Plus tard dans la manche, Bobby Thomson frappe un circuit de trois points permettant aux Giants de remporter le championnat de la Ligue nationale.
Lors des Séries mondiales de 1956, il a forcé Mickey Mantle des Yankees de New York à faire un superbe attrapé pour aider le lanceur Don Larsen dans son match parfait, le seul de l'histoire dans les Séries mondiales.
En septembre 1957, il a produit le dernier point des Dodgers à Ebbets Field, et le dernier point de l'histoire de Brooklyn avant le déménagement de l'équipe à Los Angeles pour la saison 1958.
Hodges a détenu le record de la Ligue nationale (NL) pour le nombre de coups de circuit en carrière par un frappeur droitier de 1960 à 1963. Il a détenu le record de la NL pour les Grands Chelems en carrière de 1957 à 1974. Un joueur défensif exceptionnel, Hodges a remporté les trois premiers Gants dorés pour son poste. Quand il a pris sa retraite il avait le troisième plus grand total de coups de circuit pour un frappeur droitier.
Hodges a été choisi par les Mets de New York lors du repêchage d'expansion de la MLB de 1961. Il a frappé le premier coup de circuit de l'histoire de la franchise. Après 11 matchs avec les Mets en 1963, il a été échangé aux Sénateurs de Washington à la fin du mois de mai contre le voltigeur Jimmy Piersall afin de pouvoir remplacer Mickey Vernon comme manager de Washington. Hodges a immédiatement annoncé sa retraite de joueur afin de se concentrer sur son nouveau poste. Son dernier match avait eu lieu le 5 mai lors d'un programme double contre les Giants de San Francisco  Il n'a pas connu de saison gagnante là-bas, bien que l'équipe ait amélioré son total de victoires chaque année pendant les 5 ans de mandat de Hodges. Avant la saison 1968, les Mets de New York ont embauché Hodges comme gérant. La saison suivante, dans ce qui est considéré comme l'un des plus grands championnats de l'histoire du sport, il a mené l'équipe à sa première saison gagnante et sa première victoire en Séries mondiales. Pour ce fait d'arme il a été nommé gérant de l'année au baseball majeur. En 1970 et 1971 il a mené les Mets au troisième rang de la Division est de la ligue nationale avec des fiches de 83-79.

### Mort et postérité
Gros fumeur, Hodges est décédé subitement d'une crise cardiaque à l'âge de 47 ans, lors de l'entraînement de printemps en 1972. Les Mets ont porté un brassard noir en son honneur pendant la saison 1972 et retiré son numéro 14 la saison suivante.
Hodges a été élu au Temple de la renommée du baseball le 5 novembre 2021 par le comité des vétérans. Il avait reçu 12 des 16 votes pour atteindre le seuil de 75 %. Hodges a été officiellement intronisé le 24 juillet 2022, sa fille Irene prononçant un discours en son nom,. À la suite de son élection, les Dodgers de Los Angeles retirent son numéro.

### Vie privée
En 1948, Hodges épouse Joan Lombardi (27 septembre 1926 - 17 septembre 2022), originaire de Brooklyn. Le couple a eu quatre enfants ensemble : Gilbert Jr., Irene, Cynthia et Barbara. La famille résidait à Midwood, Brooklyn, où Hodges avait plusieurs investissements commerciaux, notamment une allée de quilles.

## Fiche comme joueur
| Catégorie | PJ   | Moyenne au bâton | AB   | P    | CS   | 2B  | 3B | CC  | PP   | BV | RV | BB  | RSP  | OBP  | MPB  | PPP  |
| --------- | ---- | ---------------- | ---- | ---- | ---- | --- | -- | --- | ---- | -- | -- | --- | ---- | ---- | ---- | ---- |
| Total     | 2071 | .273             | 7030 | 1105 | 1921 | 295 | 48 | 370 | 1274 | 63 | 42 | 943 | 1137 | .359 | .487 | .846 |

## Fiche comme gérant
| Équipe    | Année     | Saison régulière | Saison régulière | Saison régulière | Saison régulière | Saison régulière | Après-saison | Après-saison | Après-saison   | Après-saison                            |
| Équipe    | Année     | Matchs           | Victoires        | Défaites         | % de victoires   | Classement       | Victoires    | Défaites     | % de victoires | Résultat                                |
| --------- | --------- | ---------------- | ---------------- | ---------------- | ---------------- | ---------------- | ------------ | ------------ | -------------- | --------------------------------------- |
| WSA       | 1963      | 121              | 42               | 79               | .347             | 10e LA           | –            | –            | –              |                                         |
| WSA       | 1964      | 162              | 62               | 100              | .383             | 9e LA            | –            | –            | –              |                                         |
| WSA       | 1965      | 162              | 70               | 92               | .432             | 8e LA            | –            | –            | –              |                                         |
| WSA       | 1966      | 159              | 71               | 88               | .447             | 8e LA            | –            | –            | –              |                                         |
| WSA       | 1967      | 161              | 76               | 85               | .472             | 6e LA            | –            | –            | –              |                                         |
| WSA total | WSA total | 768              | 321              | 444              | .418             |                  | –            | –            | –              |                                         |
| NYM       | 1968      | 163              | 73               | 89               | .448             | 9e LN            | –            | –            | –              |                                         |
| NYM       | 1969      | 162              | 100              | 62               | .617             | 1er LN est       | 7            | 1            | .875           | Gagné Séries mondiales contre Baltimore |
| NYM       | 1970      | 162              | 83               | 79               | .512             | 3e LN est        | –            | –            | –              |                                         |
| NYM       | 1971      | 162              | 83               | 79               | .512             | 3e LN est        | –            | –            | –              |                                         |
| NYM total | NYM total | 648              | 339              | 309              | .523             |                  | 7            | 1            | .875           |                                         |
| Total     | Total     | 1,414            | 660              | 753              | .467             |                  | 7            | 1            | .875           |                                         |